# ジトーミル市電
ジトーミル市電（ウクライナ語: Житомирський трамвай）は、ウクライナの都市・ジトーミル市内に存在する路面電車。2020年現在はトロリーバス（ジトーミル・トロリーバス）と共にジトーミル市の路面電車・トロリーバス管理部門（КП «ЖИТОМИРСЬКЕ ТРАМВАЙНО-ТРОЛЕЙБУСНЕ УПРАВЛІННЯ»）によって運営されている。

## 歴史
ジトーミル市内における最初の電気鉄道は1895年に建設計画が始まり1897年から運行を開始した貨物専用鉄道で、現在のジトーミル市電のルーツにあたる旅客鉄道は1899年8月22日に開通した。開業当初、この旅客路線は4つの系統によって運行され、1910年代には更なる系統の増強も計画されたが、第一次世界大戦やロシア革命の影響で実現することは無く、路面電車自体も一時運行を休止する事態になった。しかし1921年には運行を再開し、以降は各地の系統の延伸工事が実施された他、オデッサ（オデッサ市電）の中古車両などによる車両の増備も行われた。
第二次世界大戦（大祖国戦争）期には枢軸国側の占領下に置かれるなどジトーミルは大きな被害を受けたが、路面電車はその間も貨物列車を中心に一部区間で営業運転を続けた。解放後、ジトーミル市電は復旧工事が行われたものの、当時ソビエト連邦（ソ連）ではジトーミル市電の軌間である1,000 mm（狭軌）向けの電車の新造は行われておらず、戦争で酷使された車両の代替は各都市からの譲渡車両によって行われた。1950年までに路線の復旧が完了した一方、1952年までに貨物営業は終了している。
1957年以降は東ドイツ（現：ドイツ）やチェコスロバキア（現：チェコ）など東側諸国の狭軌向け電車の導入が続き、路線の近代化が行われたが、1962年にトロリーバスの運転が開始されて以降は多くの路線がトロリーバスへ置き換えられる形で廃止され、1974年以降は2020年現在まで1つの系統のみが残存している。また、1977年には車庫が移設され、トロリーバスと同一の車両基地で管理されている。その後、ソビエト連邦の崩壊を経てジトーミル市当局は何度か路面電車の完全廃止の計画を発表したものの、それらが実現する事はなく2020年現在もジトーミル市内における路面電車の活躍が続いている。

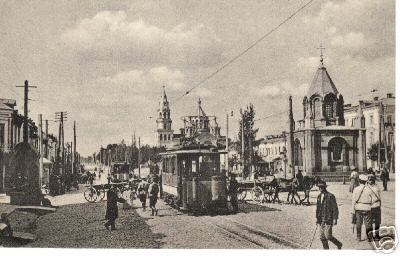
第一次世界大戦前のジトーミル市電（1910年撮影）
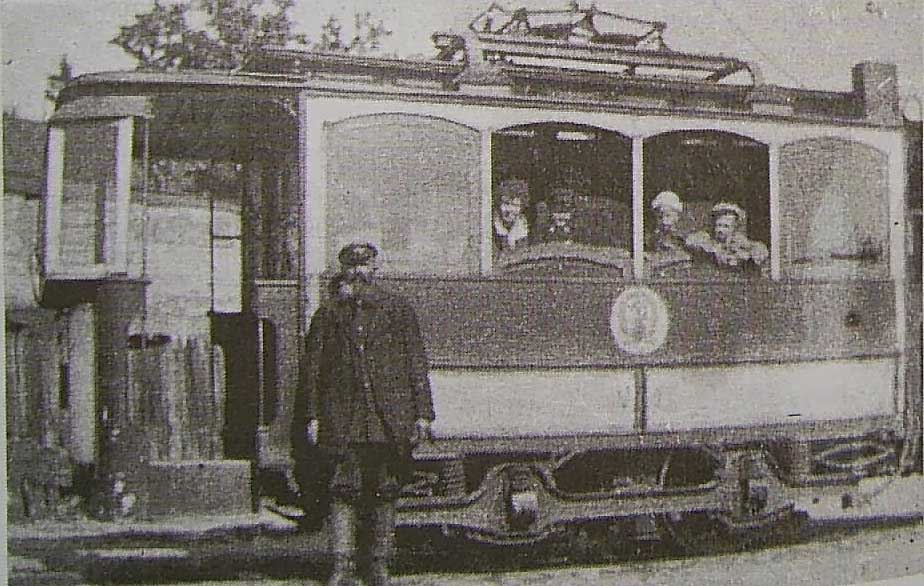
開業初期のジトーミル市電の電車
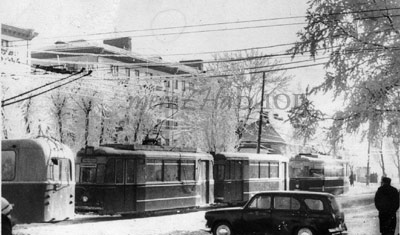
戦後に導入された東ドイツ製の電車・ゴータカー

## 運行
2020年現在、ジトーミル市電は勝利広場（Майдан Перемоги）電停とロノコンビナート（Льонокомбінат）電停を結ぶ、全長6.8 km・全線複線の路線のみを有する。前述の通り軌間は1,000 mm（狭軌）で、各都市で1,524 mm（広軌）への改軌が行われたソ連時代もそのままの軌間が維持された数少ない路線である。運賃はトロリーバスと共に3フリヴニャである。

## 車両

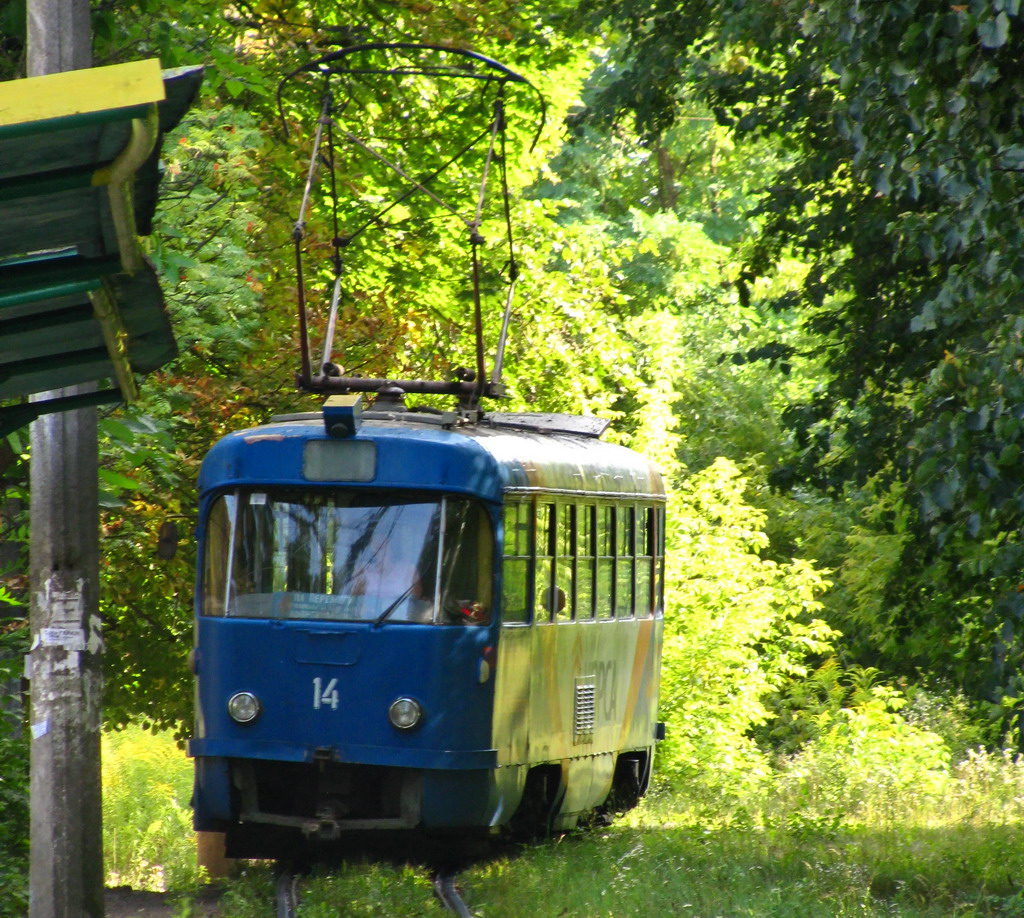
タトラT4SU

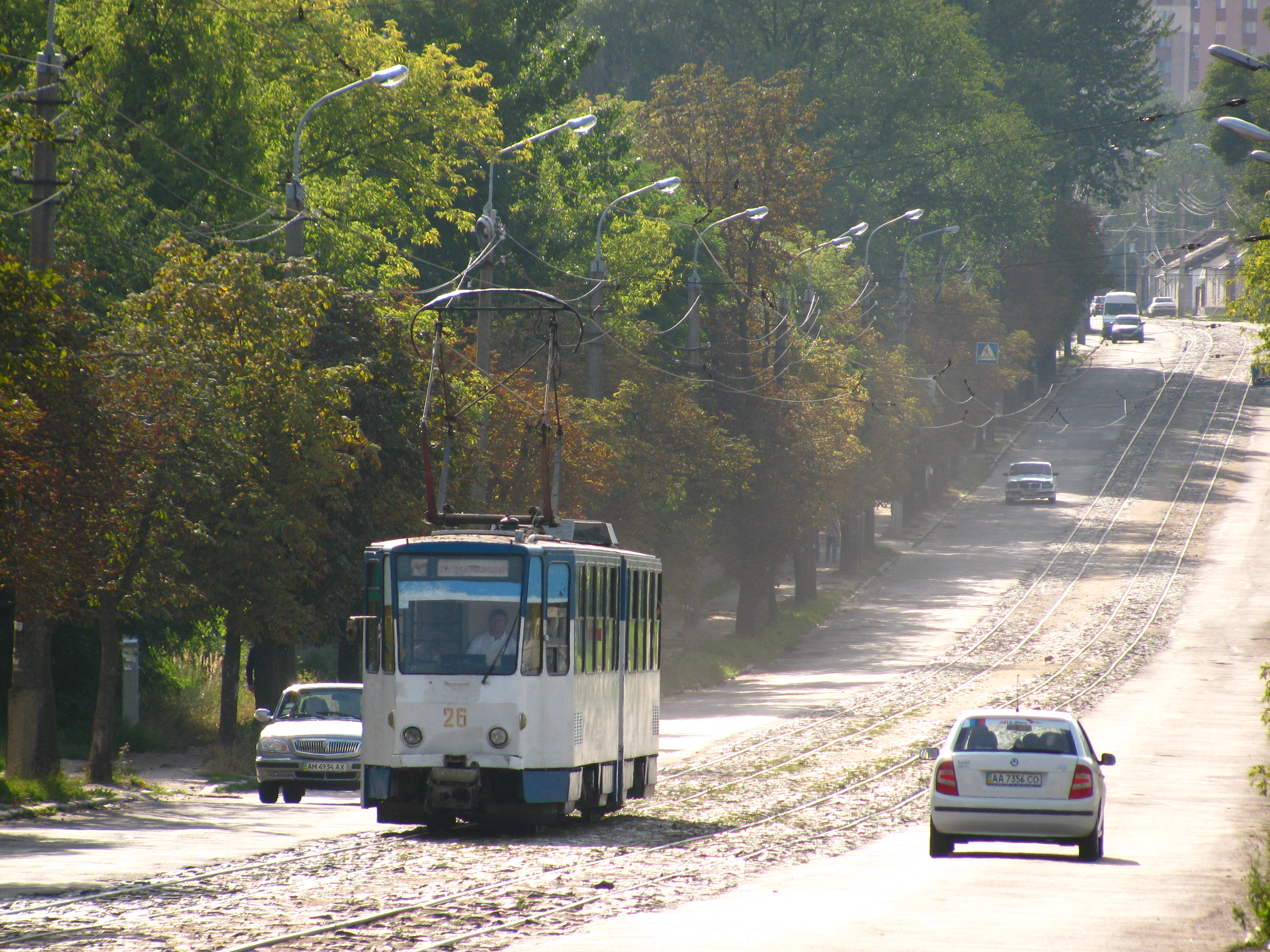
タトラKT4SU

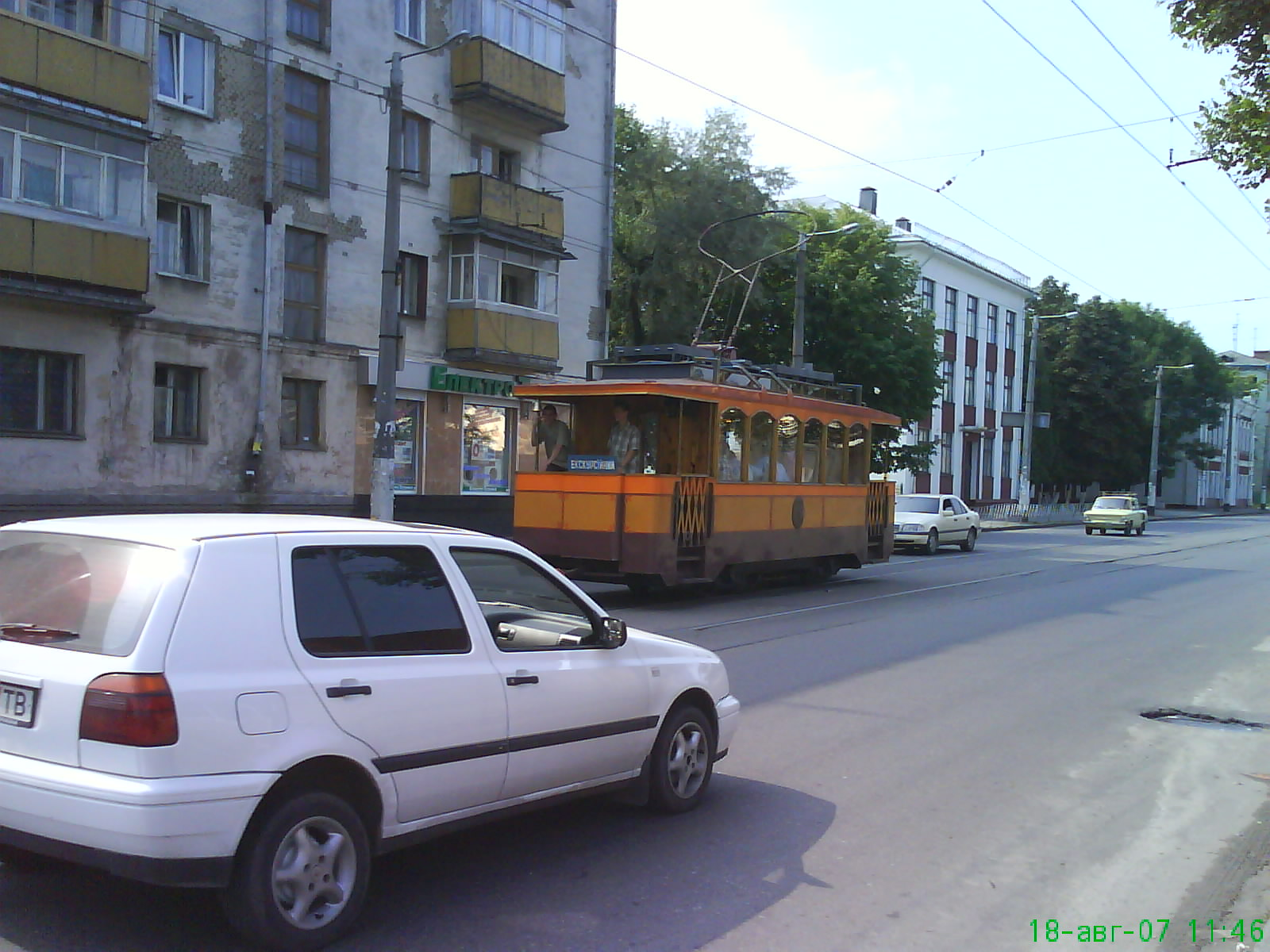
"レトロ"

2020年現在、ジトーミル市電に在籍する車両は以下の通りである。
- タトラT4SU - チェコスロバキア（現：チェコ）のタトラ国営会社スミーホフ工場（→ČKDタトラ）で生産された、東側諸国向けの標準型電車。ジトーミル市電には1977年以降18両が導入され、長年主力として活躍したが、2020年現在は2両のみ在籍し、数年後の引退が予定されている[5][8][9]。
- タトラKT4SU - ČKDタトラ製の小型2車体連接車。1981年から導入が開始され、2020年時点におけるジトーミル市電の主力形式となっている。また2010年にはウクライナのヴィーンヌィツャ市電からの譲渡も実施されている[5][8][9]。
- レトロ（Ретро） - 1957年から導入が実施された東ドイツのゴータ車両製造製の路面電車車両・ゴータカーは、タトラT4SUの導入により置き換えが実施されたが、そのうち1両は開業当時の電車を模した車体への更新が行われ、団体輸送などの臨時列車に用いられている[5][8][10]。
- G-3（Г-3） - ゴータカー（T57）の車体後方の屋根を撤去し無蓋構造とした事業用車両。2020年現在1両が在籍する[5][9]。
- CH-1、CH-2 - 冬季に使用される雪かき車[9]。

| ジトーミル市電 現有車両 主要諸元 | ジトーミル市電 現有車両 主要諸元 | ジトーミル市電 現有車両 主要諸元 | ジトーミル市電 現有車両 主要諸元 | ジトーミル市電 現有車両 主要諸元 |
| -------------------------------- | -------------------------------- | -------------------------------- | -------------------------------- | -------------------------------- |
| 形式                             | 形式                             | タトラT4SU                       | タトラKT4SU                      | "レトロ"                         |
| 車種                             | 車種                             | ボギー車                         | 2車体連接車                      | 2軸車                            |
| 製造企業                         | 製造企業                         | ČKDタトラ                        | ČKDタトラ                        | ゴータ車両製造                   |
| 定員                             | 着席定員                         | 28人                             | 34人                             | 30人                             |
| 定員                             | 最大定員                         | 80人                             | 141人                            | 30人                             |
| 全長                             | 全長                             | 14,000mm                         | 18,110mm                         | 10,900mm                         |
| 全幅                             | 全幅                             | 2,200mm                          | 2,200mm                          | 2,200mm                          |
| 全高                             | 全高                             | 3,063mm                          | 3,110mm                          | 3,115mm                          |
| 出力                             | 出力                             | 176kw                            | 180kw                            | 120kw                            |
| 制御方式                         | 制御方式                         | 抵抗制御                         | 抵抗制御                         | 抵抗制御                         |
| 脚注                             | 脚注                             | 1.                               | 1.                               | 1.                               |